# Hamburger Bahnhof
La Hamburger Bahnhof (literalmente, «estación de Hamburgo») es la antigua estación terminal del Ferrocarril Berlín–Hamburgo, situada en el distrito de Moabit de Berlín (Alemania), en la Invalidenstraße, frente al hospital Charité. En la actualidad, funciona como un museo de arte contemporáneo, el Museum für Gegenwart, que forma parte de la Galería Nacional de Berlín.

## Uso original como estación de ferrocarril

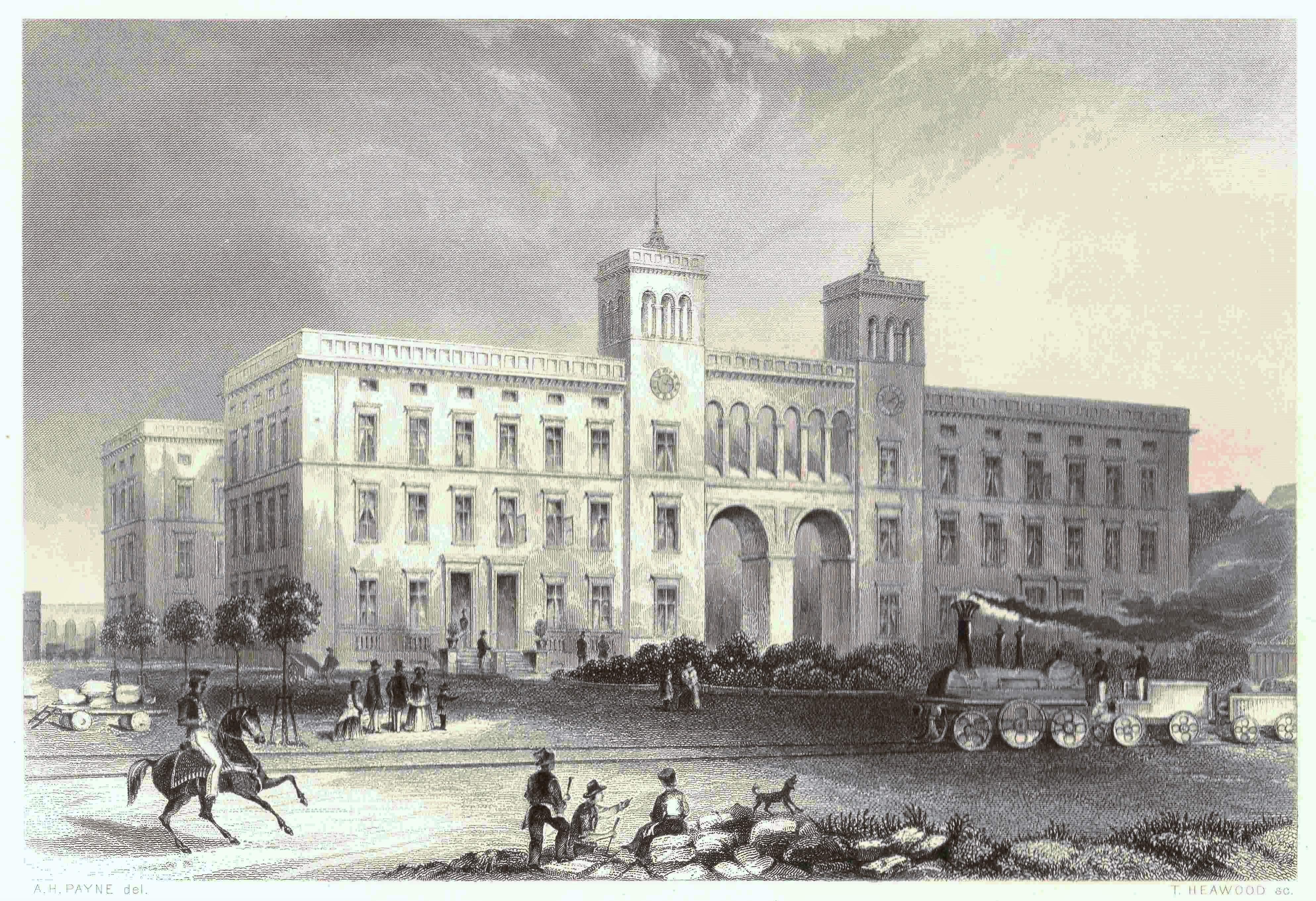
La Hamburger Bahnhof en 1850.

La estación fue construida según el proyecto de Friedrich Neuhaus entre 1846 y 1847 como el punto de inicio del Ferrocarril Berlín–Hamburgo. Es la única estación de la época neoclásica tardía que se conserva en Berlín y una de las estaciones más antiguas de Alemania.
El edificio no se ha usado como estación desde 1884, cuando los trenes de larga distancia hacia el norte de Berlín empezaron a salir de la Estación Lehrter (la actual Estación Central de Berlín), situada unos 400 metros al suroeste. La cubierta original fue retirada durante la década de 1880, cuando el edificio fue transformado en un complejo de oficinas y apartamentos.

## Uso como museo del ferrocarril
El 14 de diciembre de 1906, la antigua estación se convirtió en la sede del nuevo Museo Real de Construcción y Transporte (en alemán: Königliches Bau- und Verkehrsmuseum), bajo la supervisión de los Ferrocarriles del Estado de Prusia, que fue incorporada en la nueva compañía nacional de ferrocarriles de toda Alemania, Deutsche Reichsbahn, en 1920. La actual «cubierta de la estación» fue construida en el emplazamiento de la antigua con fines de exposición, pero también para ilustrar las técnicas de construcción. El término «real» fue eliminado tras el final de la monarquía prusiana en 1918. El museo atraía a un gran número de visitantes y fue ampliado en dos ocasiones con la construcción de alas adicionales a izquierda y derecha del edificio principal entre 1909 y 1911 y entre 1914 y 1916. Dañado por los bombardeos aliados en 1944, el museo fue cerrado, pero la mayor parte de la colección sobrevivió.
Después de la guerra, aunque se encontraba en el sector británico de Berlín, el museo quedó bajo la supervisión de la Deutsche Reichsbahn de Alemania Oriental, que —por acuerdo de todos los aliados— operaba los ferrocarriles en todo Berlín además de en Alemania Oriental. La dirección de la Reichsbahn de Alemania Oriental no tenía ningún interés en reabrir un museo en Berlín Occidental, sino solo en las exposiciones, que los aliados occidentales no permitieron que fueran trasladadas al Este. En 1984, la Reichsbahn transfirió el edificio y la colección a manos occidentales. La colección incluía ejemplos de los desarrollos industriales y tecnológicos de la época —con muchas locomotoras y material rodante— y fue precursora del Museo Alemán de Tecnología, que actualmente alberga muchas de las antiguas exposiciones de la Hamburger Bahnhof. En 1987, sus salones vacíos fueron usados para alojar exposiciones temporales.

## Renacimiento como museo de arte

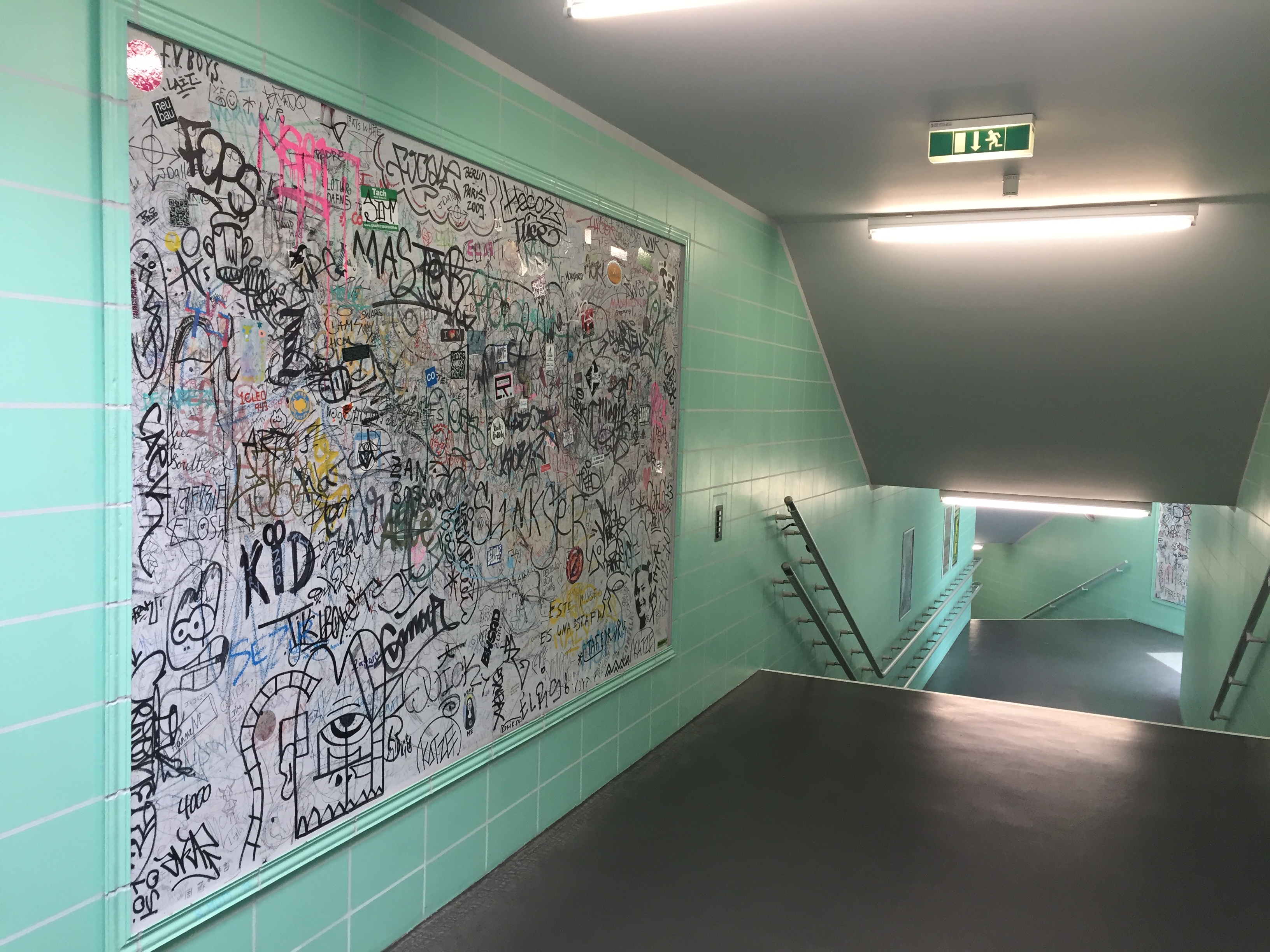
Vista del Rieckhallen.

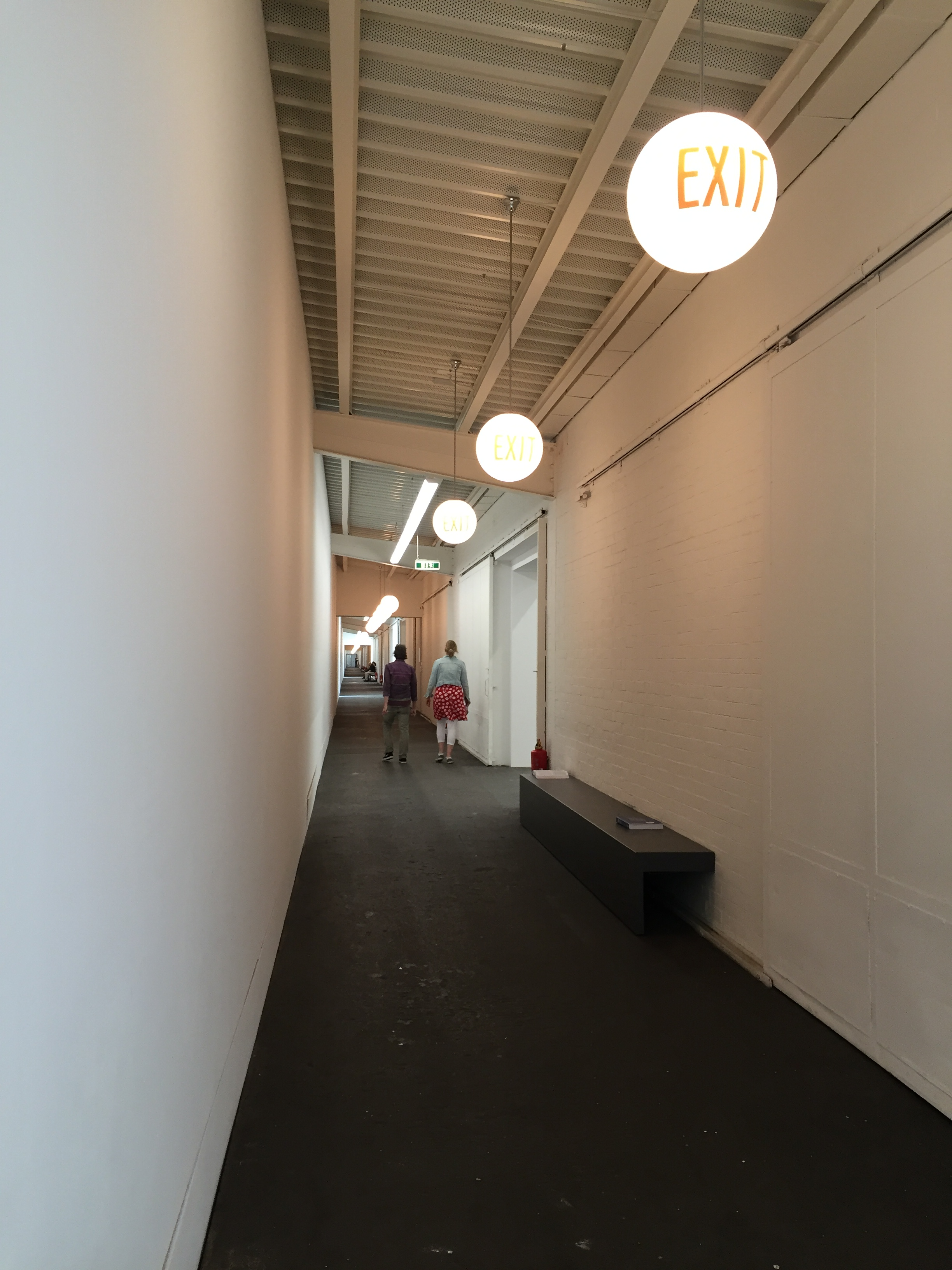
Pasillo hacia el Rieckhallen.

A mediados de la década de 1980, el empresario berlinés Erich Marx ofreció su colección privada de arte contemporáneo a la ciudad. En 1987, el Senado de Berlín decidió instalar un museo de arte contemporáneo en la antigua estación de ferrocarril. La Fundación del Patrimonio Cultural Prusiano acordó operar el museo como parte de la Galería Nacional de Berlín. El Senado anunció en 1989 una competición para la renovación de la estación, que fue ganada por el arquitecto Josef Paul Kleihues.
Entre 1990 y 1996, Kleihues renovó el edificio, y en noviembre de 1996 el nuevo museo de 10 000 m² fue inaugurado con una exposición de obras de Sigmar Polke. El Museum für Gegenwart está dedicado al arte moderno y contemporáneo. Su exposición permanente contiene préstamos de la colección de Marx, incluidas obras de artistas como Joseph Beuys, Anselm Kiefer, Robert Rauschenberg, Cy Twombly y Andy Warhol. La colección de la Galería Nacional presta una particular atención al arte audiovisual, e incluye una colección de videoarte de la década de 1970 —un regalo de Mike Steiner— y los archivos multimedia de Joseph Beuys. Desde la inauguración del museo en 1996, Untitled (1996) de Dan Flavin ha iluminado las ventanas y la fachada de piedra del edificio con luces de neón verdes y amarillas.

### Rieckhallen
En 2004, otra parte del complejo de edificios, la antigua Güterbahnhof, que está conectada a la Hamburger Bahnhof, fue transformada en una sala de exposiciones llamada Rieckhallen para albergar la colección de Friedrich Christian Flick. Entre 2004 y 2010, el Museum für Gegenwart expuso partes de la colección de Flick, centrada en finales del siglo xx. La colección contiene obras de gran formato de Paul McCarthy, Jason Rhoades, Rodney Graham, Stan Douglas, Peter Fischli y David Weiss, incluidas elaboradas instalaciones y complejos espacios cinematográficos. Debido a las conexiones de la familia Flick con el régimen nazi, la exposición —que había sido rechazada previamente por la ciudad de Zúrich— provocó protestas en 2004. Flick, no obstante, acordó prestar mil quinientas obras a los Museos Estatales de Berlín, inicialmente por siete años. La primera exposición incluía unas cuatrocientas obras. Posteriormente, Flick prorrogó el préstamo por otros diez años hasta 2021. También invirtió 8 millones de euros en hacer que los arquitectos Kuehn Malvezzi renovaran el Rieckhallen, el antiguo depósito de Deutsche Reichsbahn, para exponer las obras de su colección.
En 2020, el propietario del edificio —la empresa inmobiliaria austriaca CA Immo— anunció su intención de demoler el Rieckhallen después de que el contrato de arrendamiento expirara en septiembre de 2021. El anuncio de esta demolición llevó a Flick a finalizar el préstamo de su colección. Poco después, el Instituto Federal de Bienes Inmuebles inició negociaciones para comprar la Hamburger Bahnhof. En noviembre de 2022, el Gobierno federal pagó 66 millones de euros (68 millones de dólares) por la Hamburger Bahnhof y el Estado de Berlín compró el Rieckhallen por unos 100 millones de euros (103 millones de dólares) a través de una combinación de fondos y un intercambio de propiedades.

### Directores
- 2001–2016: Eugen Blume[10]
- 2016–2021: Gabriele Knapstein[10][11]
- 2022–actualidad: Sam Bardaouil y Till Fellrath[1]